# النجوم التركية

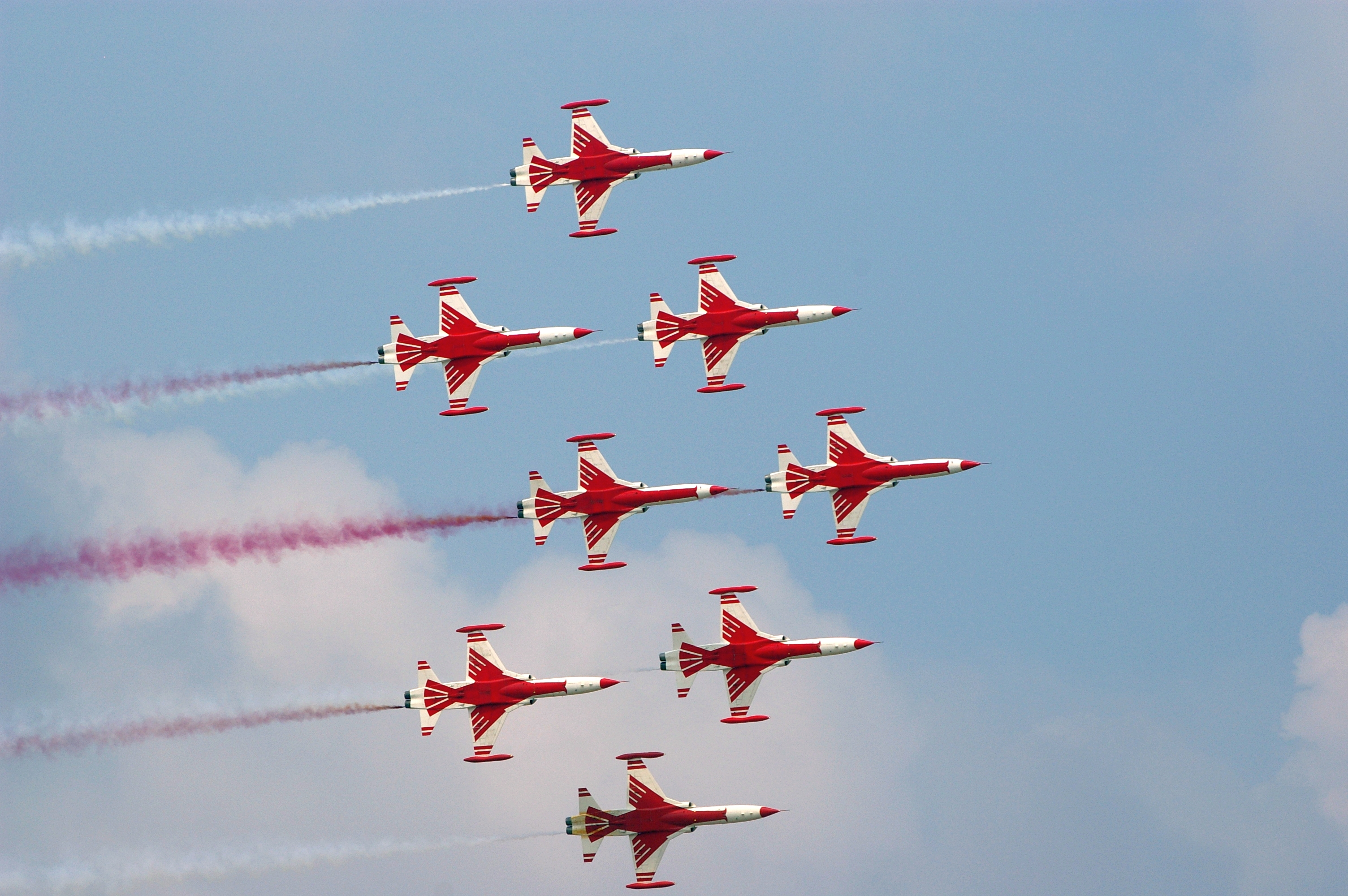
طائرتي أف-5 أثناء عرض.

النجوم التركية (بالتركي:Türk Yıldızları، ترك يلديزلاري) هو فريق استعراض جوي تابع للقوات الجوية التركية. أسس الفريق في 7 نوفمبر 1993 ويعتبر 7 فريق استعراض جوي وطني تركي. يستخدم الفريق ثمان طائرات أف-5 أثناء العروض الجوية.

## وصلات خارجية
- موقع النجوم التركية (بالإنجليزية والتركية)